# Животновод (посёлок)
Животновод — посёлок в Новопокровском районе Краснодарского края России. Входит в состав Покровского сельского поселения.

## География
Находится в верховьях реки Корсун (приток Еи) в 15 км к югу от станицы Новопокровской и в 160 км к северо-востоку от Краснодара.

## Население
| 2010 |
| ---- |
| 222  |

## Инфраструктура
Работают 2 продуктовых магазина. 
Есть 2 спортивные площадки одна для малышей, вторая для подростков и взрослых.
экономика
Развито животноводство, сельское хозяйство.

## Транспорт
Автомобильный транспорт.